# Шаньшина комбінація
Комбінація Шаньшина — ідея в шаховій композиції ортодоксального жанру. Суть ідеї — поєднання теми Кішша і комбінації Шедея: циклічна переміна функцій ходів білих фігур, де крім матів у варіантах захисту, в одній із фаз тематичними є вступний хід, а в другій мат загрози. 

## Історія
Шаховий композитор з Росії Валерій Юрійович Шаньшин (21.04.1961) в задачі поєднав тему Кішша і комбінацію Шедея.
у двох фазах задачі проходить циклічне чергування функцій ходів білих, які є в одній із фаз тематичними — загроза мату і матуючі ходи у варіантах захисту чорних, в іншій фазі тематичними є вступний хід, і також матуючі ходи на ті ж самі захисти чорних.
Ідея дістала назву — комбінація Шаньшина.
Алгоритм вираження ідеї:
1.! ~ 2. A #
1. ... b 2. B #
1. ... c 2. C #, 1. ... !
1. B!
1. ... b 2. C #
1. ... c 2. A #
|   | a | b | c | d | e | f | g | h |   |
| 8 | a8 чорний слон · d8 білий король · e8 чорний кінь · h8 чорний слон · a7 білий слон · d7 білий кінь · e7 чорний пішак · f7 чорний ферзь · e6 білий ферзь · g6 білий слон · a5 чорний пішак · b5 біла тура · e5 чорний пішак · f5 білий пішак · d4 білий пішак · e4 чорний король · g4 чорний кінь · a3 чорна тура · d3 чорна тура · f3 біла тура · g3 білий пішак · e2 білий пішак · b1 білий кінь | a8 чорний слон · d8 білий король · e8 чорний кінь · h8 чорний слон · a7 білий слон · d7 білий кінь · e7 чорний пішак · f7 чорний ферзь · e6 білий ферзь · g6 білий слон · a5 чорний пішак · b5 біла тура · e5 чорний пішак · f5 білий пішак · d4 білий пішак · e4 чорний король · g4 чорний кінь · a3 чорна тура · d3 чорна тура · f3 біла тура · g3 білий пішак · e2 білий пішак · b1 білий кінь | a8 чорний слон · d8 білий король · e8 чорний кінь · h8 чорний слон · a7 білий слон · d7 білий кінь · e7 чорний пішак · f7 чорний ферзь · e6 білий ферзь · g6 білий слон · a5 чорний пішак · b5 біла тура · e5 чорний пішак · f5 білий пішак · d4 білий пішак · e4 чорний король · g4 чорний кінь · a3 чорна тура · d3 чорна тура · f3 біла тура · g3 білий пішак · e2 білий пішак · b1 білий кінь | a8 чорний слон · d8 білий король · e8 чорний кінь · h8 чорний слон · a7 білий слон · d7 білий кінь · e7 чорний пішак · f7 чорний ферзь · e6 білий ферзь · g6 білий слон · a5 чорний пішак · b5 біла тура · e5 чорний пішак · f5 білий пішак · d4 білий пішак · e4 чорний король · g4 чорний кінь · a3 чорна тура · d3 чорна тура · f3 біла тура · g3 білий пішак · e2 білий пішак · b1 білий кінь | a8 чорний слон · d8 білий король · e8 чорний кінь · h8 чорний слон · a7 білий слон · d7 білий кінь · e7 чорний пішак · f7 чорний ферзь · e6 білий ферзь · g6 білий слон · a5 чорний пішак · b5 біла тура · e5 чорний пішак · f5 білий пішак · d4 білий пішак · e4 чорний король · g4 чорний кінь · a3 чорна тура · d3 чорна тура · f3 біла тура · g3 білий пішак · e2 білий пішак · b1 білий кінь | a8 чорний слон · d8 білий король · e8 чорний кінь · h8 чорний слон · a7 білий слон · d7 білий кінь · e7 чорний пішак · f7 чорний ферзь · e6 білий ферзь · g6 білий слон · a5 чорний пішак · b5 біла тура · e5 чорний пішак · f5 білий пішак · d4 білий пішак · e4 чорний король · g4 чорний кінь · a3 чорна тура · d3 чорна тура · f3 біла тура · g3 білий пішак · e2 білий пішак · b1 білий кінь | a8 чорний слон · d8 білий король · e8 чорний кінь · h8 чорний слон · a7 білий слон · d7 білий кінь · e7 чорний пішак · f7 чорний ферзь · e6 білий ферзь · g6 білий слон · a5 чорний пішак · b5 біла тура · e5 чорний пішак · f5 білий пішак · d4 білий пішак · e4 чорний король · g4 чорний кінь · a3 чорна тура · d3 чорна тура · f3 біла тура · g3 білий пішак · e2 білий пішак · b1 білий кінь | a8 чорний слон · d8 білий король · e8 чорний кінь · h8 чорний слон · a7 білий слон · d7 білий кінь · e7 чорний пішак · f7 чорний ферзь · e6 білий ферзь · g6 білий слон · a5 чорний пішак · b5 біла тура · e5 чорний пішак · f5 білий пішак · d4 білий пішак · e4 чорний король · g4 чорний кінь · a3 чорна тура · d3 чорна тура · f3 біла тура · g3 білий пішак · e2 білий пішак · b1 білий кінь | 8 |
| 7 | a8 чорний слон · d8 білий король · e8 чорний кінь · h8 чорний слон · a7 білий слон · d7 білий кінь · e7 чорний пішак · f7 чорний ферзь · e6 білий ферзь · g6 білий слон · a5 чорний пішак · b5 біла тура · e5 чорний пішак · f5 білий пішак · d4 білий пішак · e4 чорний король · g4 чорний кінь · a3 чорна тура · d3 чорна тура · f3 біла тура · g3 білий пішак · e2 білий пішак · b1 білий кінь | a8 чорний слон · d8 білий король · e8 чорний кінь · h8 чорний слон · a7 білий слон · d7 білий кінь · e7 чорний пішак · f7 чорний ферзь · e6 білий ферзь · g6 білий слон · a5 чорний пішак · b5 біла тура · e5 чорний пішак · f5 білий пішак · d4 білий пішак · e4 чорний король · g4 чорний кінь · a3 чорна тура · d3 чорна тура · f3 біла тура · g3 білий пішак · e2 білий пішак · b1 білий кінь | a8 чорний слон · d8 білий король · e8 чорний кінь · h8 чорний слон · a7 білий слон · d7 білий кінь · e7 чорний пішак · f7 чорний ферзь · e6 білий ферзь · g6 білий слон · a5 чорний пішак · b5 біла тура · e5 чорний пішак · f5 білий пішак · d4 білий пішак · e4 чорний король · g4 чорний кінь · a3 чорна тура · d3 чорна тура · f3 біла тура · g3 білий пішак · e2 білий пішак · b1 білий кінь | a8 чорний слон · d8 білий король · e8 чорний кінь · h8 чорний слон · a7 білий слон · d7 білий кінь · e7 чорний пішак · f7 чорний ферзь · e6 білий ферзь · g6 білий слон · a5 чорний пішак · b5 біла тура · e5 чорний пішак · f5 білий пішак · d4 білий пішак · e4 чорний король · g4 чорний кінь · a3 чорна тура · d3 чорна тура · f3 біла тура · g3 білий пішак · e2 білий пішак · b1 білий кінь | a8 чорний слон · d8 білий король · e8 чорний кінь · h8 чорний слон · a7 білий слон · d7 білий кінь · e7 чорний пішак · f7 чорний ферзь · e6 білий ферзь · g6 білий слон · a5 чорний пішак · b5 біла тура · e5 чорний пішак · f5 білий пішак · d4 білий пішак · e4 чорний король · g4 чорний кінь · a3 чорна тура · d3 чорна тура · f3 біла тура · g3 білий пішак · e2 білий пішак · b1 білий кінь | a8 чорний слон · d8 білий король · e8 чорний кінь · h8 чорний слон · a7 білий слон · d7 білий кінь · e7 чорний пішак · f7 чорний ферзь · e6 білий ферзь · g6 білий слон · a5 чорний пішак · b5 біла тура · e5 чорний пішак · f5 білий пішак · d4 білий пішак · e4 чорний король · g4 чорний кінь · a3 чорна тура · d3 чорна тура · f3 біла тура · g3 білий пішак · e2 білий пішак · b1 білий кінь | a8 чорний слон · d8 білий король · e8 чорний кінь · h8 чорний слон · a7 білий слон · d7 білий кінь · e7 чорний пішак · f7 чорний ферзь · e6 білий ферзь · g6 білий слон · a5 чорний пішак · b5 біла тура · e5 чорний пішак · f5 білий пішак · d4 білий пішак · e4 чорний король · g4 чорний кінь · a3 чорна тура · d3 чорна тура · f3 біла тура · g3 білий пішак · e2 білий пішак · b1 білий кінь | a8 чорний слон · d8 білий король · e8 чорний кінь · h8 чорний слон · a7 білий слон · d7 білий кінь · e7 чорний пішак · f7 чорний ферзь · e6 білий ферзь · g6 білий слон · a5 чорний пішак · b5 біла тура · e5 чорний пішак · f5 білий пішак · d4 білий пішак · e4 чорний король · g4 чорний кінь · a3 чорна тура · d3 чорна тура · f3 біла тура · g3 білий пішак · e2 білий пішак · b1 білий кінь | 7 |
| 6 | a8 чорний слон · d8 білий король · e8 чорний кінь · h8 чорний слон · a7 білий слон · d7 білий кінь · e7 чорний пішак · f7 чорний ферзь · e6 білий ферзь · g6 білий слон · a5 чорний пішак · b5 біла тура · e5 чорний пішак · f5 білий пішак · d4 білий пішак · e4 чорний король · g4 чорний кінь · a3 чорна тура · d3 чорна тура · f3 біла тура · g3 білий пішак · e2 білий пішак · b1 білий кінь | a8 чорний слон · d8 білий король · e8 чорний кінь · h8 чорний слон · a7 білий слон · d7 білий кінь · e7 чорний пішак · f7 чорний ферзь · e6 білий ферзь · g6 білий слон · a5 чорний пішак · b5 біла тура · e5 чорний пішак · f5 білий пішак · d4 білий пішак · e4 чорний король · g4 чорний кінь · a3 чорна тура · d3 чорна тура · f3 біла тура · g3 білий пішак · e2 білий пішак · b1 білий кінь | a8 чорний слон · d8 білий король · e8 чорний кінь · h8 чорний слон · a7 білий слон · d7 білий кінь · e7 чорний пішак · f7 чорний ферзь · e6 білий ферзь · g6 білий слон · a5 чорний пішак · b5 біла тура · e5 чорний пішак · f5 білий пішак · d4 білий пішак · e4 чорний король · g4 чорний кінь · a3 чорна тура · d3 чорна тура · f3 біла тура · g3 білий пішак · e2 білий пішак · b1 білий кінь | a8 чорний слон · d8 білий король · e8 чорний кінь · h8 чорний слон · a7 білий слон · d7 білий кінь · e7 чорний пішак · f7 чорний ферзь · e6 білий ферзь · g6 білий слон · a5 чорний пішак · b5 біла тура · e5 чорний пішак · f5 білий пішак · d4 білий пішак · e4 чорний король · g4 чорний кінь · a3 чорна тура · d3 чорна тура · f3 біла тура · g3 білий пішак · e2 білий пішак · b1 білий кінь | a8 чорний слон · d8 білий король · e8 чорний кінь · h8 чорний слон · a7 білий слон · d7 білий кінь · e7 чорний пішак · f7 чорний ферзь · e6 білий ферзь · g6 білий слон · a5 чорний пішак · b5 біла тура · e5 чорний пішак · f5 білий пішак · d4 білий пішак · e4 чорний король · g4 чорний кінь · a3 чорна тура · d3 чорна тура · f3 біла тура · g3 білий пішак · e2 білий пішак · b1 білий кінь | a8 чорний слон · d8 білий король · e8 чорний кінь · h8 чорний слон · a7 білий слон · d7 білий кінь · e7 чорний пішак · f7 чорний ферзь · e6 білий ферзь · g6 білий слон · a5 чорний пішак · b5 біла тура · e5 чорний пішак · f5 білий пішак · d4 білий пішак · e4 чорний король · g4 чорний кінь · a3 чорна тура · d3 чорна тура · f3 біла тура · g3 білий пішак · e2 білий пішак · b1 білий кінь | a8 чорний слон · d8 білий король · e8 чорний кінь · h8 чорний слон · a7 білий слон · d7 білий кінь · e7 чорний пішак · f7 чорний ферзь · e6 білий ферзь · g6 білий слон · a5 чорний пішак · b5 біла тура · e5 чорний пішак · f5 білий пішак · d4 білий пішак · e4 чорний король · g4 чорний кінь · a3 чорна тура · d3 чорна тура · f3 біла тура · g3 білий пішак · e2 білий пішак · b1 білий кінь | a8 чорний слон · d8 білий король · e8 чорний кінь · h8 чорний слон · a7 білий слон · d7 білий кінь · e7 чорний пішак · f7 чорний ферзь · e6 білий ферзь · g6 білий слон · a5 чорний пішак · b5 біла тура · e5 чорний пішак · f5 білий пішак · d4 білий пішак · e4 чорний король · g4 чорний кінь · a3 чорна тура · d3 чорна тура · f3 біла тура · g3 білий пішак · e2 білий пішак · b1 білий кінь | 6 |
| 5 | a8 чорний слон · d8 білий король · e8 чорний кінь · h8 чорний слон · a7 білий слон · d7 білий кінь · e7 чорний пішак · f7 чорний ферзь · e6 білий ферзь · g6 білий слон · a5 чорний пішак · b5 біла тура · e5 чорний пішак · f5 білий пішак · d4 білий пішак · e4 чорний король · g4 чорний кінь · a3 чорна тура · d3 чорна тура · f3 біла тура · g3 білий пішак · e2 білий пішак · b1 білий кінь | a8 чорний слон · d8 білий король · e8 чорний кінь · h8 чорний слон · a7 білий слон · d7 білий кінь · e7 чорний пішак · f7 чорний ферзь · e6 білий ферзь · g6 білий слон · a5 чорний пішак · b5 біла тура · e5 чорний пішак · f5 білий пішак · d4 білий пішак · e4 чорний король · g4 чорний кінь · a3 чорна тура · d3 чорна тура · f3 біла тура · g3 білий пішак · e2 білий пішак · b1 білий кінь | a8 чорний слон · d8 білий король · e8 чорний кінь · h8 чорний слон · a7 білий слон · d7 білий кінь · e7 чорний пішак · f7 чорний ферзь · e6 білий ферзь · g6 білий слон · a5 чорний пішак · b5 біла тура · e5 чорний пішак · f5 білий пішак · d4 білий пішак · e4 чорний король · g4 чорний кінь · a3 чорна тура · d3 чорна тура · f3 біла тура · g3 білий пішак · e2 білий пішак · b1 білий кінь | a8 чорний слон · d8 білий король · e8 чорний кінь · h8 чорний слон · a7 білий слон · d7 білий кінь · e7 чорний пішак · f7 чорний ферзь · e6 білий ферзь · g6 білий слон · a5 чорний пішак · b5 біла тура · e5 чорний пішак · f5 білий пішак · d4 білий пішак · e4 чорний король · g4 чорний кінь · a3 чорна тура · d3 чорна тура · f3 біла тура · g3 білий пішак · e2 білий пішак · b1 білий кінь | a8 чорний слон · d8 білий король · e8 чорний кінь · h8 чорний слон · a7 білий слон · d7 білий кінь · e7 чорний пішак · f7 чорний ферзь · e6 білий ферзь · g6 білий слон · a5 чорний пішак · b5 біла тура · e5 чорний пішак · f5 білий пішак · d4 білий пішак · e4 чорний король · g4 чорний кінь · a3 чорна тура · d3 чорна тура · f3 біла тура · g3 білий пішак · e2 білий пішак · b1 білий кінь | a8 чорний слон · d8 білий король · e8 чорний кінь · h8 чорний слон · a7 білий слон · d7 білий кінь · e7 чорний пішак · f7 чорний ферзь · e6 білий ферзь · g6 білий слон · a5 чорний пішак · b5 біла тура · e5 чорний пішак · f5 білий пішак · d4 білий пішак · e4 чорний король · g4 чорний кінь · a3 чорна тура · d3 чорна тура · f3 біла тура · g3 білий пішак · e2 білий пішак · b1 білий кінь | a8 чорний слон · d8 білий король · e8 чорний кінь · h8 чорний слон · a7 білий слон · d7 білий кінь · e7 чорний пішак · f7 чорний ферзь · e6 білий ферзь · g6 білий слон · a5 чорний пішак · b5 біла тура · e5 чорний пішак · f5 білий пішак · d4 білий пішак · e4 чорний король · g4 чорний кінь · a3 чорна тура · d3 чорна тура · f3 біла тура · g3 білий пішак · e2 білий пішак · b1 білий кінь | a8 чорний слон · d8 білий король · e8 чорний кінь · h8 чорний слон · a7 білий слон · d7 білий кінь · e7 чорний пішак · f7 чорний ферзь · e6 білий ферзь · g6 білий слон · a5 чорний пішак · b5 біла тура · e5 чорний пішак · f5 білий пішак · d4 білий пішак · e4 чорний король · g4 чорний кінь · a3 чорна тура · d3 чорна тура · f3 біла тура · g3 білий пішак · e2 білий пішак · b1 білий кінь | 5 |
| 4 | a8 чорний слон · d8 білий король · e8 чорний кінь · h8 чорний слон · a7 білий слон · d7 білий кінь · e7 чорний пішак · f7 чорний ферзь · e6 білий ферзь · g6 білий слон · a5 чорний пішак · b5 біла тура · e5 чорний пішак · f5 білий пішак · d4 білий пішак · e4 чорний король · g4 чорний кінь · a3 чорна тура · d3 чорна тура · f3 біла тура · g3 білий пішак · e2 білий пішак · b1 білий кінь | a8 чорний слон · d8 білий король · e8 чорний кінь · h8 чорний слон · a7 білий слон · d7 білий кінь · e7 чорний пішак · f7 чорний ферзь · e6 білий ферзь · g6 білий слон · a5 чорний пішак · b5 біла тура · e5 чорний пішак · f5 білий пішак · d4 білий пішак · e4 чорний король · g4 чорний кінь · a3 чорна тура · d3 чорна тура · f3 біла тура · g3 білий пішак · e2 білий пішак · b1 білий кінь | a8 чорний слон · d8 білий король · e8 чорний кінь · h8 чорний слон · a7 білий слон · d7 білий кінь · e7 чорний пішак · f7 чорний ферзь · e6 білий ферзь · g6 білий слон · a5 чорний пішак · b5 біла тура · e5 чорний пішак · f5 білий пішак · d4 білий пішак · e4 чорний король · g4 чорний кінь · a3 чорна тура · d3 чорна тура · f3 біла тура · g3 білий пішак · e2 білий пішак · b1 білий кінь | a8 чорний слон · d8 білий король · e8 чорний кінь · h8 чорний слон · a7 білий слон · d7 білий кінь · e7 чорний пішак · f7 чорний ферзь · e6 білий ферзь · g6 білий слон · a5 чорний пішак · b5 біла тура · e5 чорний пішак · f5 білий пішак · d4 білий пішак · e4 чорний король · g4 чорний кінь · a3 чорна тура · d3 чорна тура · f3 біла тура · g3 білий пішак · e2 білий пішак · b1 білий кінь | a8 чорний слон · d8 білий король · e8 чорний кінь · h8 чорний слон · a7 білий слон · d7 білий кінь · e7 чорний пішак · f7 чорний ферзь · e6 білий ферзь · g6 білий слон · a5 чорний пішак · b5 біла тура · e5 чорний пішак · f5 білий пішак · d4 білий пішак · e4 чорний король · g4 чорний кінь · a3 чорна тура · d3 чорна тура · f3 біла тура · g3 білий пішак · e2 білий пішак · b1 білий кінь | a8 чорний слон · d8 білий король · e8 чорний кінь · h8 чорний слон · a7 білий слон · d7 білий кінь · e7 чорний пішак · f7 чорний ферзь · e6 білий ферзь · g6 білий слон · a5 чорний пішак · b5 біла тура · e5 чорний пішак · f5 білий пішак · d4 білий пішак · e4 чорний король · g4 чорний кінь · a3 чорна тура · d3 чорна тура · f3 біла тура · g3 білий пішак · e2 білий пішак · b1 білий кінь | a8 чорний слон · d8 білий король · e8 чорний кінь · h8 чорний слон · a7 білий слон · d7 білий кінь · e7 чорний пішак · f7 чорний ферзь · e6 білий ферзь · g6 білий слон · a5 чорний пішак · b5 біла тура · e5 чорний пішак · f5 білий пішак · d4 білий пішак · e4 чорний король · g4 чорний кінь · a3 чорна тура · d3 чорна тура · f3 біла тура · g3 білий пішак · e2 білий пішак · b1 білий кінь | a8 чорний слон · d8 білий король · e8 чорний кінь · h8 чорний слон · a7 білий слон · d7 білий кінь · e7 чорний пішак · f7 чорний ферзь · e6 білий ферзь · g6 білий слон · a5 чорний пішак · b5 біла тура · e5 чорний пішак · f5 білий пішак · d4 білий пішак · e4 чорний король · g4 чорний кінь · a3 чорна тура · d3 чорна тура · f3 біла тура · g3 білий пішак · e2 білий пішак · b1 білий кінь | 4 |
| 3 | a8 чорний слон · d8 білий король · e8 чорний кінь · h8 чорний слон · a7 білий слон · d7 білий кінь · e7 чорний пішак · f7 чорний ферзь · e6 білий ферзь · g6 білий слон · a5 чорний пішак · b5 біла тура · e5 чорний пішак · f5 білий пішак · d4 білий пішак · e4 чорний король · g4 чорний кінь · a3 чорна тура · d3 чорна тура · f3 біла тура · g3 білий пішак · e2 білий пішак · b1 білий кінь | a8 чорний слон · d8 білий король · e8 чорний кінь · h8 чорний слон · a7 білий слон · d7 білий кінь · e7 чорний пішак · f7 чорний ферзь · e6 білий ферзь · g6 білий слон · a5 чорний пішак · b5 біла тура · e5 чорний пішак · f5 білий пішак · d4 білий пішак · e4 чорний король · g4 чорний кінь · a3 чорна тура · d3 чорна тура · f3 біла тура · g3 білий пішак · e2 білий пішак · b1 білий кінь | a8 чорний слон · d8 білий король · e8 чорний кінь · h8 чорний слон · a7 білий слон · d7 білий кінь · e7 чорний пішак · f7 чорний ферзь · e6 білий ферзь · g6 білий слон · a5 чорний пішак · b5 біла тура · e5 чорний пішак · f5 білий пішак · d4 білий пішак · e4 чорний король · g4 чорний кінь · a3 чорна тура · d3 чорна тура · f3 біла тура · g3 білий пішак · e2 білий пішак · b1 білий кінь | a8 чорний слон · d8 білий король · e8 чорний кінь · h8 чорний слон · a7 білий слон · d7 білий кінь · e7 чорний пішак · f7 чорний ферзь · e6 білий ферзь · g6 білий слон · a5 чорний пішак · b5 біла тура · e5 чорний пішак · f5 білий пішак · d4 білий пішак · e4 чорний король · g4 чорний кінь · a3 чорна тура · d3 чорна тура · f3 біла тура · g3 білий пішак · e2 білий пішак · b1 білий кінь | a8 чорний слон · d8 білий король · e8 чорний кінь · h8 чорний слон · a7 білий слон · d7 білий кінь · e7 чорний пішак · f7 чорний ферзь · e6 білий ферзь · g6 білий слон · a5 чорний пішак · b5 біла тура · e5 чорний пішак · f5 білий пішак · d4 білий пішак · e4 чорний король · g4 чорний кінь · a3 чорна тура · d3 чорна тура · f3 біла тура · g3 білий пішак · e2 білий пішак · b1 білий кінь | a8 чорний слон · d8 білий король · e8 чорний кінь · h8 чорний слон · a7 білий слон · d7 білий кінь · e7 чорний пішак · f7 чорний ферзь · e6 білий ферзь · g6 білий слон · a5 чорний пішак · b5 біла тура · e5 чорний пішак · f5 білий пішак · d4 білий пішак · e4 чорний король · g4 чорний кінь · a3 чорна тура · d3 чорна тура · f3 біла тура · g3 білий пішак · e2 білий пішак · b1 білий кінь | a8 чорний слон · d8 білий король · e8 чорний кінь · h8 чорний слон · a7 білий слон · d7 білий кінь · e7 чорний пішак · f7 чорний ферзь · e6 білий ферзь · g6 білий слон · a5 чорний пішак · b5 біла тура · e5 чорний пішак · f5 білий пішак · d4 білий пішак · e4 чорний король · g4 чорний кінь · a3 чорна тура · d3 чорна тура · f3 біла тура · g3 білий пішак · e2 білий пішак · b1 білий кінь | a8 чорний слон · d8 білий король · e8 чорний кінь · h8 чорний слон · a7 білий слон · d7 білий кінь · e7 чорний пішак · f7 чорний ферзь · e6 білий ферзь · g6 білий слон · a5 чорний пішак · b5 біла тура · e5 чорний пішак · f5 білий пішак · d4 білий пішак · e4 чорний король · g4 чорний кінь · a3 чорна тура · d3 чорна тура · f3 біла тура · g3 білий пішак · e2 білий пішак · b1 білий кінь | 3 |
| 2 | a8 чорний слон · d8 білий король · e8 чорний кінь · h8 чорний слон · a7 білий слон · d7 білий кінь · e7 чорний пішак · f7 чорний ферзь · e6 білий ферзь · g6 білий слон · a5 чорний пішак · b5 біла тура · e5 чорний пішак · f5 білий пішак · d4 білий пішак · e4 чорний король · g4 чорний кінь · a3 чорна тура · d3 чорна тура · f3 біла тура · g3 білий пішак · e2 білий пішак · b1 білий кінь | a8 чорний слон · d8 білий король · e8 чорний кінь · h8 чорний слон · a7 білий слон · d7 білий кінь · e7 чорний пішак · f7 чорний ферзь · e6 білий ферзь · g6 білий слон · a5 чорний пішак · b5 біла тура · e5 чорний пішак · f5 білий пішак · d4 білий пішак · e4 чорний король · g4 чорний кінь · a3 чорна тура · d3 чорна тура · f3 біла тура · g3 білий пішак · e2 білий пішак · b1 білий кінь | a8 чорний слон · d8 білий король · e8 чорний кінь · h8 чорний слон · a7 білий слон · d7 білий кінь · e7 чорний пішак · f7 чорний ферзь · e6 білий ферзь · g6 білий слон · a5 чорний пішак · b5 біла тура · e5 чорний пішак · f5 білий пішак · d4 білий пішак · e4 чорний король · g4 чорний кінь · a3 чорна тура · d3 чорна тура · f3 біла тура · g3 білий пішак · e2 білий пішак · b1 білий кінь | a8 чорний слон · d8 білий король · e8 чорний кінь · h8 чорний слон · a7 білий слон · d7 білий кінь · e7 чорний пішак · f7 чорний ферзь · e6 білий ферзь · g6 білий слон · a5 чорний пішак · b5 біла тура · e5 чорний пішак · f5 білий пішак · d4 білий пішак · e4 чорний король · g4 чорний кінь · a3 чорна тура · d3 чорна тура · f3 біла тура · g3 білий пішак · e2 білий пішак · b1 білий кінь | a8 чорний слон · d8 білий король · e8 чорний кінь · h8 чорний слон · a7 білий слон · d7 білий кінь · e7 чорний пішак · f7 чорний ферзь · e6 білий ферзь · g6 білий слон · a5 чорний пішак · b5 біла тура · e5 чорний пішак · f5 білий пішак · d4 білий пішак · e4 чорний король · g4 чорний кінь · a3 чорна тура · d3 чорна тура · f3 біла тура · g3 білий пішак · e2 білий пішак · b1 білий кінь | a8 чорний слон · d8 білий король · e8 чорний кінь · h8 чорний слон · a7 білий слон · d7 білий кінь · e7 чорний пішак · f7 чорний ферзь · e6 білий ферзь · g6 білий слон · a5 чорний пішак · b5 біла тура · e5 чорний пішак · f5 білий пішак · d4 білий пішак · e4 чорний король · g4 чорний кінь · a3 чорна тура · d3 чорна тура · f3 біла тура · g3 білий пішак · e2 білий пішак · b1 білий кінь | a8 чорний слон · d8 білий король · e8 чорний кінь · h8 чорний слон · a7 білий слон · d7 білий кінь · e7 чорний пішак · f7 чорний ферзь · e6 білий ферзь · g6 білий слон · a5 чорний пішак · b5 біла тура · e5 чорний пішак · f5 білий пішак · d4 білий пішак · e4 чорний король · g4 чорний кінь · a3 чорна тура · d3 чорна тура · f3 біла тура · g3 білий пішак · e2 білий пішак · b1 білий кінь | a8 чорний слон · d8 білий король · e8 чорний кінь · h8 чорний слон · a7 білий слон · d7 білий кінь · e7 чорний пішак · f7 чорний ферзь · e6 білий ферзь · g6 білий слон · a5 чорний пішак · b5 біла тура · e5 чорний пішак · f5 білий пішак · d4 білий пішак · e4 чорний король · g4 чорний кінь · a3 чорна тура · d3 чорна тура · f3 біла тура · g3 білий пішак · e2 білий пішак · b1 білий кінь | 2 |
| 1 | a8 чорний слон · d8 білий король · e8 чорний кінь · h8 чорний слон · a7 білий слон · d7 білий кінь · e7 чорний пішак · f7 чорний ферзь · e6 білий ферзь · g6 білий слон · a5 чорний пішак · b5 біла тура · e5 чорний пішак · f5 білий пішак · d4 білий пішак · e4 чорний король · g4 чорний кінь · a3 чорна тура · d3 чорна тура · f3 біла тура · g3 білий пішак · e2 білий пішак · b1 білий кінь | a8 чорний слон · d8 білий король · e8 чорний кінь · h8 чорний слон · a7 білий слон · d7 білий кінь · e7 чорний пішак · f7 чорний ферзь · e6 білий ферзь · g6 білий слон · a5 чорний пішак · b5 біла тура · e5 чорний пішак · f5 білий пішак · d4 білий пішак · e4 чорний король · g4 чорний кінь · a3 чорна тура · d3 чорна тура · f3 біла тура · g3 білий пішак · e2 білий пішак · b1 білий кінь | a8 чорний слон · d8 білий король · e8 чорний кінь · h8 чорний слон · a7 білий слон · d7 білий кінь · e7 чорний пішак · f7 чорний ферзь · e6 білий ферзь · g6 білий слон · a5 чорний пішак · b5 біла тура · e5 чорний пішак · f5 білий пішак · d4 білий пішак · e4 чорний король · g4 чорний кінь · a3 чорна тура · d3 чорна тура · f3 біла тура · g3 білий пішак · e2 білий пішак · b1 білий кінь | a8 чорний слон · d8 білий король · e8 чорний кінь · h8 чорний слон · a7 білий слон · d7 білий кінь · e7 чорний пішак · f7 чорний ферзь · e6 білий ферзь · g6 білий слон · a5 чорний пішак · b5 біла тура · e5 чорний пішак · f5 білий пішак · d4 білий пішак · e4 чорний король · g4 чорний кінь · a3 чорна тура · d3 чорна тура · f3 біла тура · g3 білий пішак · e2 білий пішак · b1 білий кінь | a8 чорний слон · d8 білий король · e8 чорний кінь · h8 чорний слон · a7 білий слон · d7 білий кінь · e7 чорний пішак · f7 чорний ферзь · e6 білий ферзь · g6 білий слон · a5 чорний пішак · b5 біла тура · e5 чорний пішак · f5 білий пішак · d4 білий пішак · e4 чорний король · g4 чорний кінь · a3 чорна тура · d3 чорна тура · f3 біла тура · g3 білий пішак · e2 білий пішак · b1 білий кінь | a8 чорний слон · d8 білий король · e8 чорний кінь · h8 чорний слон · a7 білий слон · d7 білий кінь · e7 чорний пішак · f7 чорний ферзь · e6 білий ферзь · g6 білий слон · a5 чорний пішак · b5 біла тура · e5 чорний пішак · f5 білий пішак · d4 білий пішак · e4 чорний король · g4 чорний кінь · a3 чорна тура · d3 чорна тура · f3 біла тура · g3 білий пішак · e2 білий пішак · b1 білий кінь | a8 чорний слон · d8 білий король · e8 чорний кінь · h8 чорний слон · a7 білий слон · d7 білий кінь · e7 чорний пішак · f7 чорний ферзь · e6 білий ферзь · g6 білий слон · a5 чорний пішак · b5 біла тура · e5 чорний пішак · f5 білий пішак · d4 білий пішак · e4 чорний король · g4 чорний кінь · a3 чорна тура · d3 чорна тура · f3 біла тура · g3 білий пішак · e2 білий пішак · b1 білий кінь | a8 чорний слон · d8 білий король · e8 чорний кінь · h8 чорний слон · a7 білий слон · d7 білий кінь · e7 чорний пішак · f7 чорний ферзь · e6 білий ферзь · g6 білий слон · a5 чорний пішак · b5 біла тура · e5 чорний пішак · f5 білий пішак · d4 білий пішак · e4 чорний король · g4 чорний кінь · a3 чорна тура · d3 чорна тура · f3 біла тура · g3 білий пішак · e2 білий пішак · b1 білий кінь | 1 |
|   | a | b | c | d | e | f | g | h |   |

FEN: b2Kn2b/B2Npq2/4Q1B1/pR2pP2/3Pk1n1/r2r1RP1/4P3/1N6
1. Qc4? ~ 2. Sc5# A
1. ... Rf3  b 2. d5# B
1. ... Rd4 c 2. Sd2# C, 1. ... ed!
1. d5! B ~ 2. Rf4#
1. ... Rf3  b 2. Sd2# C
1. ... Rd4 c 2. Sc5# A